# Laboratório médico

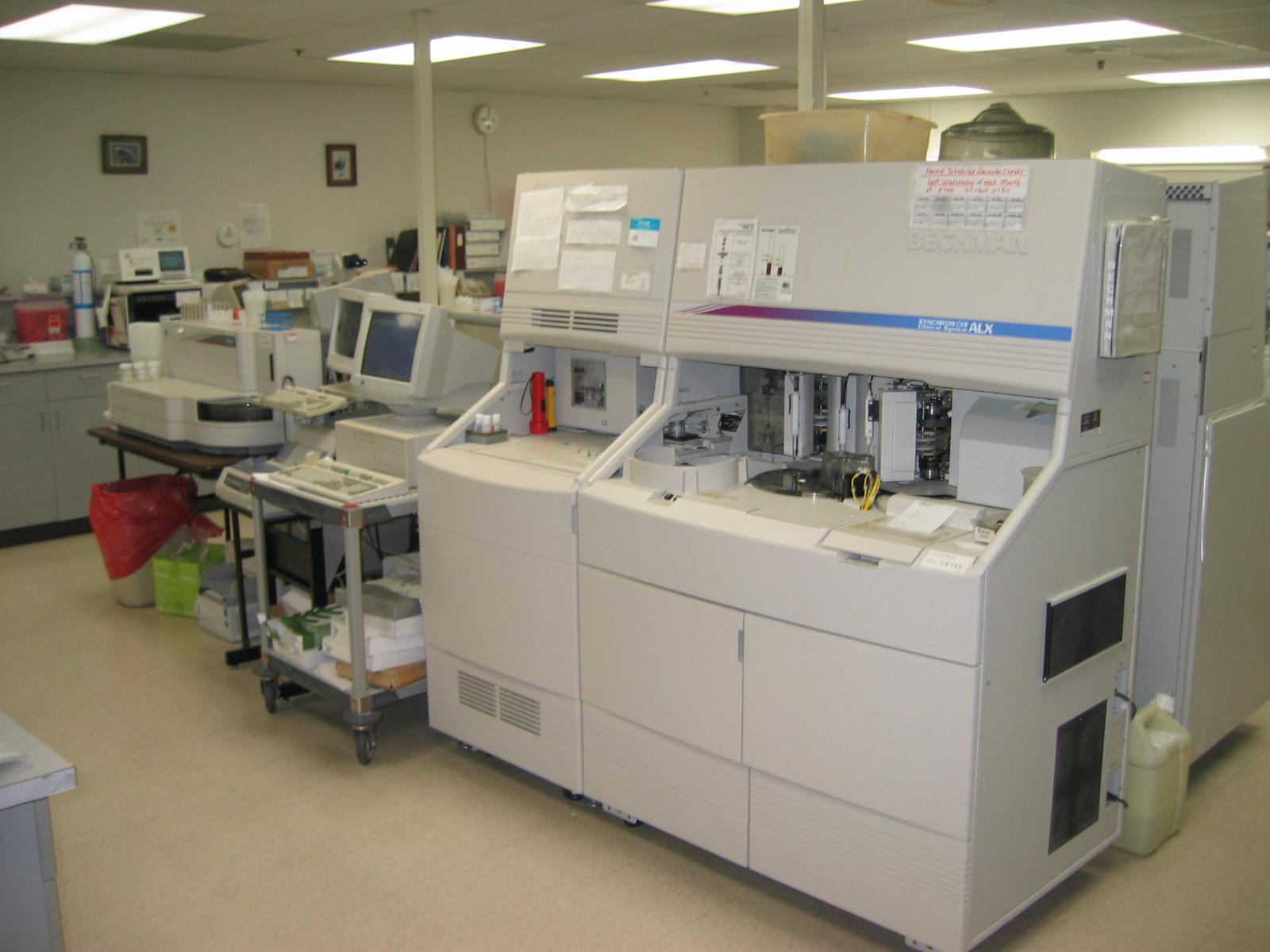
Laboratório clínico em ambiente hospitalar mostrando vários analisadores automatizados

Um laboratório médico ou laboratório clínico é um laboratório onde testes patológicos clínicos são realizados em amostras clínicas para obter informações sobre a saúde de um paciente para auxiliar no diagnóstico, tratamento e prevenção de doenças.  Os laboratórios de clínica médica são um exemplo de ciência aplicada , em oposição aos laboratórios de pesquisa que se concentram na ciência básica , como os encontrados em algumas instituições acadêmicas .
Os laboratórios médicos variam em tamanho e complexidade, oferecendo assim uma variedade de serviços de testes. Serviços mais abrangentes podem ser encontrados em hospitais de cuidados agudos e centros médicos, onde 70% das decisões clínicas são baseadas em testes de laboratório.  Os consultórios e clínicas de médicos, bem como instalações de cuidados de enfermagem e de cuidados prolongados, podem ter laboratórios que fornecem serviços de testes mais básicos.  Os laboratórios médicos comerciais operam como empresas independentes e fornecem testes que, de outra forma, não são fornecidos em outros ambientes devido ao baixo volume de testes ou complexidade.

## Departamentos
Em hospitais e outros locais de atendimento a pacientes, a medicina laboratorial é fornecida pelo Departamento de Patologia e geralmente dividida em duas seções, cada uma das quais será subdividida em múltiplas áreas de especialidade.  As duas seções são:
- Patologia anatômica : as áreas incluídas são histopatologia , citopatologia e microscopia eletrônica .
- Patologia clínica , que normalmente inclui as seguintes áreas:[5]
  - Microbiologia Clínica : Isto engloba várias ciências diferentes, incluindo bacteriologia , virologia , parasitologia , imunologia e micologia .[6]
  - Química Clínica : Esta área normalmente inclui análise automatizada de amostras de sangue, incluindo testes relacionados a enzimologia , toxicologia e endocrinologia .[7]
  - Hematologia : Esta área inclui análise automatizada e manual de células sanguíneas.  Também inclui frequentemente coagulação .[8]
  - Banco de Sangue envolve o teste de amostras de sangue para fornecer transfusão de sangue e serviços relacionados.[9]
  - Diagnóstico molecular O teste de DNA pode ser feito aqui, juntamente com uma subespecialidade conhecida como citogenética .[10]
  - Testes de biologia reprodutiva estão disponíveis em alguns laboratórios, incluindo análise de sêmen , banco de esperma e tecnologia de reprodução assistida .

Layouts de laboratórios clínicos em instituições de saúde variam muito de uma instalação para outra.  Por exemplo, alguns estabelecimentos de saúde têm um único laboratório para a seção de microbiologia, enquanto outros têm um laboratório separado para cada área de especialidade.

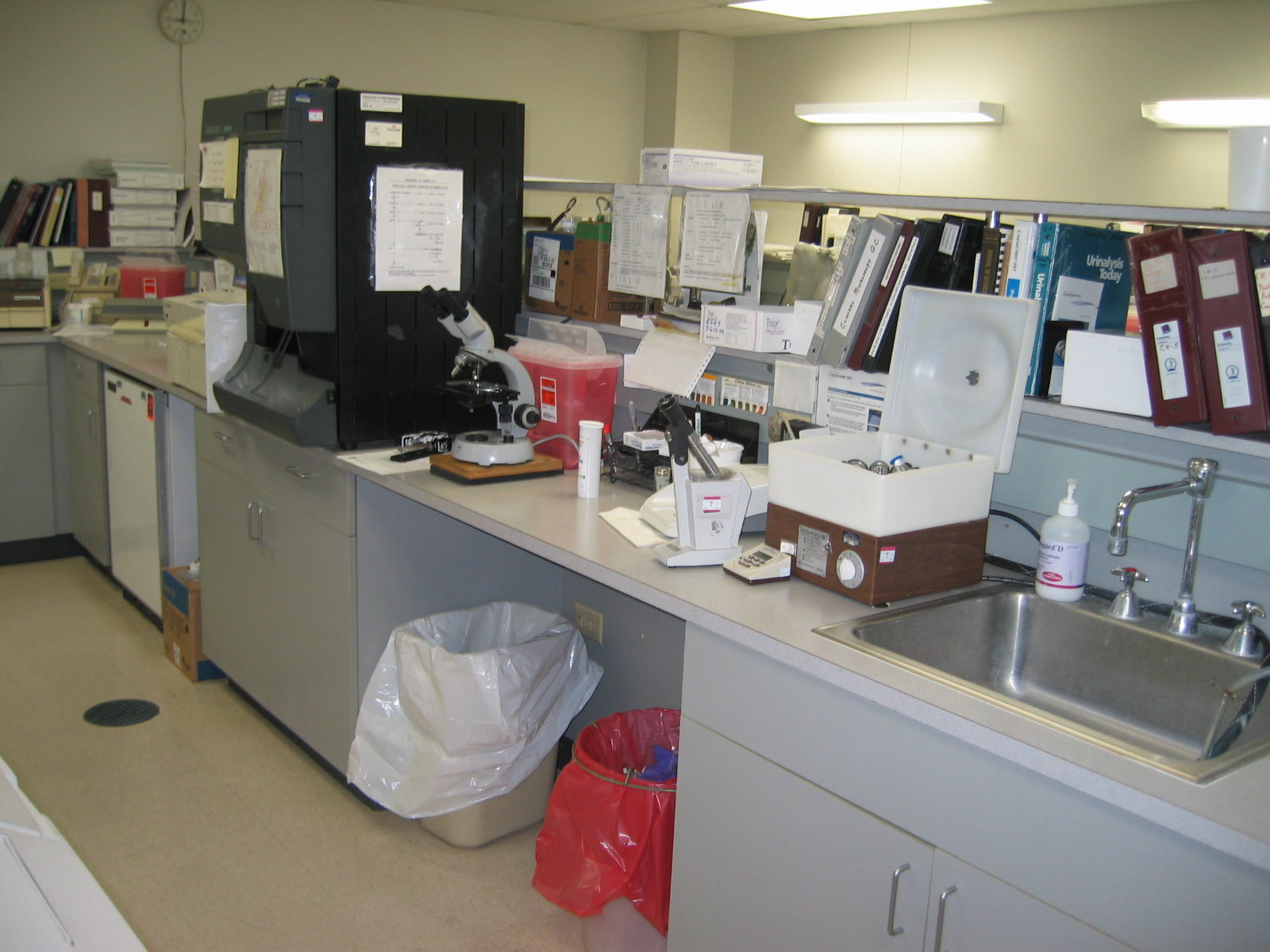
Equipamento de laboratório para hematologia (analisador preto) e urinálise (esquerda da centrífuga aberta).

O seguinte é um exemplo de uma divisão típica das responsabilidades de cada área:
- Microbiologia inclui a cultura de amostras clínicas, incluindo fezes , urina , sangue , expectoração , líquido cefalorraquidiano e líquido sinovial , bem como possível tecido infectado.  O trabalho aqui é principalmente preocupado com culturas , para procurar patógenos suspeitos que, se encontrados, são identificados com base em testes bioquímicos.  Além disso, testes de sensibilidade são realizados para determinar se o patógeno é sensível ou resistente a um medicamento sugerido.  Os resultados são relatados com o (s) organismo (s) identificado (s) e o tipo e quantidade de medicamento (s) que devem ser prescritos para o paciente.
- Parasitologia é onde os espécimes são examinados para parasitas .  Por exemplo, amostras fecais podem ser examinadas em busca de evidências de parasitas intestinais, como vermes ou ancilostomídeos.
- A virologia está relacionada à identificação de vírus em amostras como sangue , urina e líquido cefalorraquidiano .
- A hematologia analisa amostras de sangue total para realizar hemogramas completos e inclui o exame de filmes de sangue .  Outros testes especializados incluem contagem de células em vários fluidos corporais.
- O teste de coagulação determina vários tempos de coagulação do sangue, fatores de coagulação e função plaquetária.
- Clinical Bioquímica geralmente realiza dezenas de testes diferentes no soro ou plasma.  Esses testes, na maioria automatizados, incluem testes quantitativos para uma ampla gama de substâncias, como lipídios , açúcar no sangue , enzimas e hormônios .
- A toxicologia é principalmente focada em testes para drogas farmacêuticas e recreativas.  Urina e amostras de sangue são os espécimes comuns.
- Imunologia / Serologia utiliza o processo de interação antígeno-anticorpo como uma ferramenta de diagnóstico.  A compatibilidade dos órgãos transplantados também pode ser determinada com esses métodos.
- Imuno-hematologia , ou banco de sangue , determina os grupos sanguíneos e realiza testes de compatibilidade no sangue e nos receptores do doador.  Também prepara componentes do sangue, derivados e produtos para transfusão.  Essa área determina o tipo sanguíneo e o status de Rh de um paciente, verifica anticorpos para antígenos comuns encontrados nos glóbulos vermelhos do sangue e cruza as unidades que são negativas para o antígeno.
- A urinálise testa a urina para muitos analitos, incluindo microscopicamente.  Se for necessária uma quantificação mais precisa dos produtos químicos da urina, a amostra é processada no laboratório de bioquímica clínica .
- A histopatologia processa o tecido sólido removido do corpo ( biópsias ) para avaliação no nível microscópico.
- A citopatologia examina esfregaços de células de todo o corpo (como do colo do útero ) em busca de evidências de inflamação, câncer e outras condições.
- Diagnóstico molecular inclui testes especializados envolvendo análise de DNA .
- A citogenética envolve o uso de sangue e outras células para produzir um cariótipo de DNA.  Isto pode ser útil em casos de diagnóstico pré-natal  Síndrome de Down ), bem como em alguns tipos de câncer que podem ser identificados pela presença de cromossomos anormais.
- A patologia cirúrgica examina órgãos, membros, tumores, fetos e outros tecidos biopsiados em cirurgias como mastectomias mamárias.

## Pessoal de laboratório médico

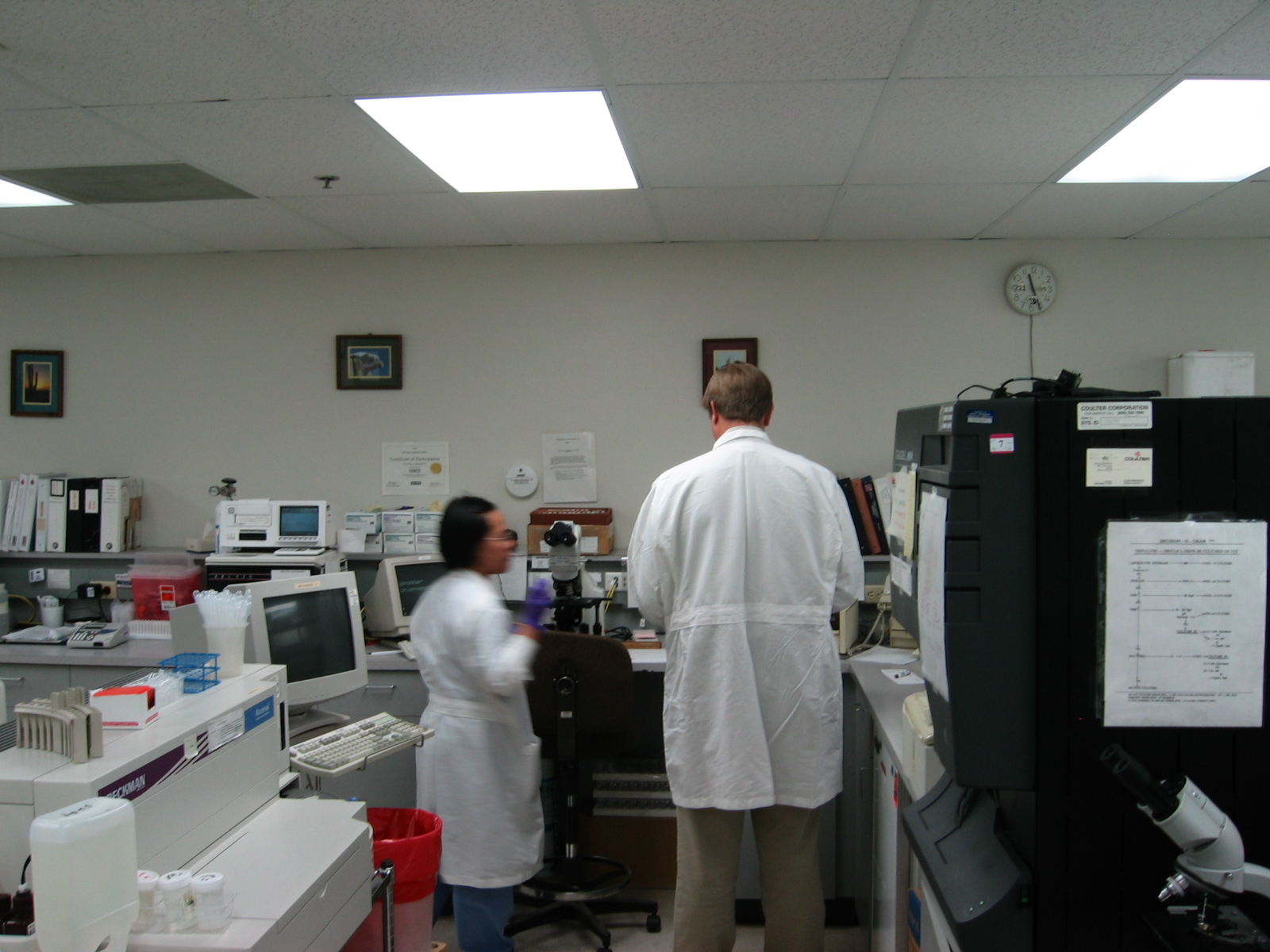
Laboratório clínico em ambiente hospitalar com dois tecnólogos demonstrados

O pessoal dos laboratórios clínicos pode incluir:
- Médico Patologista
- Bioquímico Clínico
- Biólogo
- Assistente de Patologista (PA)
- Cientista Biomédico (BMS) no Reino Unido, Cientista de Laboratório Médico (MT, MLS ou CLS) nos EUA ou Tecnólogo de Laboratório Médico no Canadá
- Técnico de Laboratório Médico (MLT nos EUA)
- Assistente de Laboratório Médico (MLA)
- Phlebotomist (PBT)
- Histotecnólogo / Técnico em Histologia

## Escassez de mão de obra
Nos Estados Unidos, existe uma escassez documentada de profissionais de laboratório.  Por exemplo, em 2016, as taxas de vacância para os Cientistas de Laboratório Médico variaram de 5% a 9% para vários departamentos.  O declínio é principalmente devido a aposentadorias e programas educacionais de capacidade que não podem se expandir e limitam o número de recém-formados.  Organizações profissionais e alguns sistemas educacionais estaduais estão respondendo, desenvolvendo maneiras de promover as profissões de laboratório, em um esforço para combater essa escassez.  O Centro Nacional de Análise da Força de Trabalho estimou que, até 2025, haverá um aumento de 24% na demanda por profissionais de laboratório.

## Tipos de laboratório
Na maioria dos países desenvolvidos, existem dois tipos principais de laboratório que processam a maioria dos espécimes médicos.  Laboratórios hospitalares estão ligados a um hospital e realizam testes em seus pacientes.  Laboratórios privados (ou comunitários ) recebem amostras de médicos de clínica geral , companhias de seguros, centros de pesquisa clínica e outras clínicas de saúde para análise.  Para testes extremamente especializados, as amostras podem ir para um laboratório de pesquisa.  Alguns testes envolvem amostras enviadas entre diferentes laboratórios para testes incomuns.  Por exemplo, em alguns casos, pode ser mais rentável se um laboratório específico se especializar em testes menos comuns, receber espécimes (e pagamento) de outros laboratórios, enquanto envia outros espécimes para outros laboratórios para os testes que não realizam.
Em muitos países existem tipos especializados de Laboratórios Médicos de acordo com os tipos de investigações realizadas.  Organizações que fornecem produtos sanguíneos para transfusão em hospitais, como a Cruz Vermelha, fornecerão acesso ao seu laboratório de referência para seus clientes.  Alguns laboratórios são especializados em testes de diagnóstico molecular e citogenética, a fim de fornecer informações sobre diagnóstico e tratamento de doenças genéticas ou relacionadas ao câncer.

## Processamento de amostra e fluxo de trabalho
Em um ambiente hospitalar, o processamento da amostra geralmente começa com um conjunto de amostras que chegam com uma solicitação de teste, seja em um formulário ou eletronicamente, através do sistema de informações laboratoriais ( LIS ).  Os espécimes de internamento já serão rotulados com o paciente e as informações de teste fornecidas pelo LIS.  A entrada de solicitações de teste no sistema LIS envolve a digitação (ou digitalização onde os códigos de barras são usados) no número do laboratório e a inserção da identificação do paciente, bem como quaisquer testes solicitados.  Isso permite que os analisadores de laboratório, os computadores e a equipe reconheçam quais testes estão pendentes e também fornecem um local (como um departamento do hospital, médico ou outro cliente) para relatórios de resultados.
Uma vez que as amostras recebem um número de laboratório pelo LIS, normalmente é impresso um adesivo que pode ser colocado nos tubos ou recipientes de amostra.  Esta etiqueta possui um código de barras que pode ser verificado por analisadores automáticos e solicitações de teste enviadas para o analisador a partir do LIS.
Os espécimes são preparados para análise de várias maneiras.  Por exemplo, amostras químicas são geralmente centrifugadas e o soro ou plasma é separado e testado.  Se a amostra precisar ir em mais de um analisador, ela pode ser dividida em tubos separados.
Muitos espécimes acabam em um ou mais analisadores automatizados sofisticados, que processam uma fração da amostra para retornar um ou mais resultados de teste.  Alguns laboratórios usam manipuladores de amostras robóticas ( automação de laboratório ) para otimizar o fluxo de trabalho e reduzir o risco de contaminação do manuseio da amostra pela equipe.
O fluxo de trabalho em um laboratório hospitalar é geralmente mais pesado das 2h às 10h.  Enfermeiros e médicos geralmente têm seus pacientes testados pelo menos uma vez por dia com testes comuns, como hemograma completo e perfis de química.  Estas ordens são tipicamente elaboradas durante uma corrida matinal por flebotomistas para que os resultados estejam disponíveis nas tabelas do paciente para os médicos assistentes consultarem durante as rodadas matinais.  Outro horário ocupado para o laboratório é depois das 15h, quando os consultórios dos médicos particulares estão fechando.  Os mensageiros coletam amostras que foram retiradas durante o dia e as entregam ao laboratório.  Além disso, os correios param em centros de exames ambulatoriais e coletam amostras.  Estes espécimes serão processados à noite e durante a noite para garantir que os resultados estarão disponíveis no dia seguinte.

## Informática de laboratório
A grande quantidade se a informação processada em laboratórios é gerenciada por um sistema de programas de software, computadores e padrões de terminologia que trocam dados sobre pacientes, solicitações de teste e resultados de testes conhecidos como um sistema de informações laboratoriais ou LIS.  O LIS é frequentemente interfaceado com o sistema de informações hospitalares , instrumentos EHR e / ou Laboratório .  Os formatos para terminologias para processamento e relatório de teste estão sendo padronizados com sistemas como Nomes e Códigos de Identificadores de Observação Lógica (LOINC) e Nomenclatura para terminologia de Propriedades e Unidades (terminologia de NPU).
Esses sistemas permitem que hospitais e laboratórios solicitem as solicitações de teste corretas para cada paciente, acompanhem os históricos de pacientes e espécimes individuais e ajudem a garantir uma melhor qualidade dos resultados.  Os resultados são disponibilizados aos prestadores de cuidados eletronicamente ou por meio de cópias impressas para os prontuários dos pacientes.

## Análise, validação e interpretação de resultados
De acordo com vários regulamentos, como a norma internacional ISO 15189, todos os resultados laboratoriais patológicos devem ser verificados por um profissional competente.  Em alguns países, equipes compostas de cientistas clínicos fazem a maior parte desse trabalho dentro do laboratório, com alguns resultados anormais encaminhados ao patologista relevante.  Os cientistas clínicos têm a responsabilidade pela interpretação limitada dos resultados dos testes em sua disciplina em muitos países.  A interpretação dos resultados pode ser assistida por algum software para validar resultados normais ou não modificados.
Em outras áreas de teste, apenas profissionais médicos ( patologista ou biólogo clínico ) estão envolvidos com a interpretação e consultoria.  A equipe médica às vezes também é necessária para explicar os resultados da patologia aos médicos .  Para um resultado simples dado por telefone ou para explicar um problema técnico, muitas vezes um tecnólogo médico ou cientista de laboratório médico pode fornecer informações adicionais.
Departamentos de Laboratórios Médicos em alguns países são dirigidos exclusivamente por um patologista especializado.  Em outros, um consultor, médico ou não médico, pode ser o chefe do departamento.  Na Europa e em alguns outros países, os cientistas clínicos com nível de mestrado podem ser qualificados para chefiar o departamento.  Outros podem ter um PhD e podem ter uma qualificação de saída equivalente à equipe médica (por exemplo, FRCPath no Reino Unido).
Na França, apenas a equipe médica ( Pharm.  D. e MD especializados em patologia anatômica ou biologia clínica ) podem discutir resultados patológicos.

## Acreditação de laboratório médico
Credibilidade dos laboratórios médicos é fundamental para a saúde e segurança dos pacientes que dependem dos serviços de testes prestados por esses laboratórios.  Agências de credenciamento variam de acordo com o país.  O padrão internacional atualmente em uso para o credenciamento de laboratórios médicos é o ISO 15189 - Laboratórios médicos - Requisitos para qualidade e competência.
Nos Estados Unidos, o credenciamento é realizado pela Joint Commission , Faculdade de Patologistas Americanos , AAB (Associação Americana de Bioanalistas), e outras agências estaduais e federais.  As diretrizes legislativas são fornecidas no âmbito do CLIA 88 ( Clinical Laboratory Improvement Amendments ), que regulamenta os testes e pessoal de laboratório médico.
O órgão de credenciamento na Austrália é o NATA, onde todos os laboratórios devem ser credenciados pelo NATA para receber o pagamento do Medicare.
Na França, o órgão de credenciamento é o COFRAC ( COFRAC ).  Em 2010, a modificação da legislação estabeleceu a acreditação ISO 15189 como uma obrigação para todos os laboratórios clínicos.
Nos Emirados Árabes Unidos, o Departamento de Credenciamento de Dubai ( DAC ) é o organismo de acreditação reconhecido internacionalmente pela International Laboratory Accreditation Cooperation (ILAC) para muitas instalações e grupos, incluindo Laboratórios Médicos, Laboratórios de Teste e Calibração e Inspeção. Corpos
Em Hong Kong, o órgão de credenciamento é o Serviço de Credenciamento de Hong Kong ( HKAS ).  Em 16 de fevereiro de 2004, a HKAS lançou seu programa de credenciamento de exames médicos.
No Canadá, o credenciamento de laboratórios não é obrigatório, mas está se tornando cada vez mais popular.  Acreditação Canadá ( AC ) é a referência nacional.  Diferentes órgãos provinciais de supervisão mandam laboratórios em participações de EQA como LSPQ (Quebec), IQMH (Ontário) por exemplo.

## Indústria
A indústria de laboratórios faz parte do setor de tecnologia de saúde e saúde em geral.  As empresas existem em vários níveis, incluindo serviços de laboratório clínico , fornecedores de equipamentos de instrumentação e materiais de consumo, e fornecedores e desenvolvedores de testes de diagnóstico (muitas vezes por empresas de biotecnologia ).
Os serviços de laboratório clínico incluem grandes corporações multinacionais como LabCorp , Quest Diagnostics e Sonic Healthcare mas uma parcela significativa da receita, estimada em 60% nos Estados Unidos, é gerada por laboratórios hospitalares.  Em 2018, a receita global total dessas empresas foi estimada em US $ 146 bilhões até 2024.  Outra estimativa coloca o tamanho do mercado em US $ 205 bilhões, chegando a US $ 333 bilhões até 2023.  A Associação Americana de Química Clínica (AAAC) representa profissionais da área.
Os laboratórios clínicos são fornecidos por outras empresas multinacionais que se concentram em materiais e equipamentos, que podem ser usados tanto para pesquisa científica como para testes médicos.  A maior delas é a Thermo Fisher Scientific .  Em 2016, as vendas globais de instrumentação em ciências da vida estavam em torno de US $ 47 bilhões, sem incluir consumíveis, software e serviços.  Em geral, os equipamentos de laboratório incluem centrífugas de laboratório, soluções de transfecção, sistemas de purificação de água, técnicas de extração, geradores de gás, concentradores e evaporadores, exaustores, incubadoras, gabinetes de segurança biológica, biorreatores e fermentadores, química assistida por micro-ondas, lavadores de laboratório e agitadores. Agitadores
Desde 2016   O mercado de diagnósticos in vitro (IVD) foi estimado em um valor global de cerca de US $ 45 a US $ 50 bilhões, com seis empresas-chave: Roche Diagnostics , Abbott Diagnostics , Siemens , Johnson & Johnson Dispositivos Médicos e Diagnósticos , Beckman Coulter e BioMerieux .  Muitas das empresas vendem equipamentos de capital e fornecem consumíveis, e os dispositivos também são usados para fins industriais, como testes de alimentos. O diagnóstico molecular é estimado em 10% da receita total, e metade disso se concentra no teste de doenças infecciosas.

### Estados Unidos
Nos Estados Unidos, a receita total estimada a partir de 2016 foi de US $ 75 bilhões, cerca de 2% do total de gastos com saúde.  Em 2016, estima-se que 60% da receita foi feita por laboratórios hospitalares, sendo que 25% foram feitos por duas empresas independentes (LabCorp e Quest).  Os laboratórios do hospital também podem terceirizar seu laboratório, conhecido como divulgação, para executar testes; no entanto, as seguradoras de saúde podem pagar mais aos hospitais do que pagariam uma empresa de laboratório pelo mesmo teste, mas, a partir de 2016, as majorações foram questionadas pelas seguradoras.  Hospitais rurais, em particular, podem cobrar pelo laboratório sob a regra de 70/30 do Medicare.
Testes desenvolvidos em laboratório são projetados e desenvolvidos dentro de um laboratório específico e não requerem aprovação da FDA; devido às inovações tecnológicas, elas se tornaram mais comuns e estão estimadas em um valor total de US $ 11 bilhões em 2016.
Devido à ascensão de planos de saúde de alta franquia , os laboratórios às vezes lutam para coletar o faturamento dos pacientes; consequentemente, alguns laboratórios mudaram para se tornar mais "focados no consumidor".